# Municipio de Highland (condado de Vermillion)
El municipio de Highland (en inglés: Highland Township) es un municipio ubicado en el condado de Vermillion en el estado estadounidense de Indiana. En el año 2010 tenía una población de 1534 habitantes y una densidad poblacional de 10,75 personas por km².

## Geografía
El municipio de Highland se encuentra ubicado en las coordenadas 40°4′6″N 87°28′10″O / 40.06833, -87.46944. Según la Oficina del Censo de los Estados Unidos, el municipio tiene una superficie total de 142.64 km², de la cual 141,27 km² corresponden a tierra firme y (0,96 %) 1,37 km² es agua.

## Demografía
Según el censo de 2010, había 1534 personas residiendo en el municipio de Highland. La densidad de población era de 10,75 hab./km². De los 1534 habitantes, el municipio de Highland estaba compuesto por el 98,7 % blancos, el 0,13 % eran afroamericanos, el 0,13 % eran amerindios, el 0,33 % eran asiáticos, el 0,33 % eran de otras razas y el 0,39 % eran de una mezcla de razas. Del total de la población el 0,59 % eran hispanos o latinos de cualquier raza.